# Roxie Collie Laybourne
Roxie Collie Simpson Laybourne (Fayetteville, 15 settembre 1910 – Manassas, 7 agosto 2003) è stata un'ornitologa statunitense.
Fu una delle pioniere dello studio dell'ornitologia forense nel periodo trascorso al Museo Nazionale di Storia Naturale; queste tecniche forensi per l'identificazione delle specie di uccelli coinvolte nei bird strike hanno portato a miglioramenti della sicurezza degli aeromobili.

## Biografia
La Laybourne crebbe a Farmville, nella Carolina del Nord. Era la maggiore di 14 figli. Quando era giovane preferiva giocare a baseball ad altre attività come imparare a cucire.
Ottenne un Bachelor of Arts nel 1932 al Meredith College e si laureò in ecologia vegetale alla George Washington University nel 1951 con una tesi sui muschi. Lavorò per il Museo statale di storia naturale della Carolina del Nord nei suoi dipartimenti di tassidermia e mostre nel 1932, così come per il National Fisheries Laboratory, il Museo nazionale degli Stati Uniti dal 1944 al 1946 e i Bird and Mammal Laboratories dello US Fish and Wildlife Service dal 1946 al 1974, prima di andare in pensione ed entrare a far parte del Museo Nazionale di Storia Naturale come ricercatrice associata. Mentre era al Museo Nazionale di Storia Naturale, la Laybourne aprì la strada allo studio dell'ornitologia forense.
Durante la sua carriera, ebbe "la capacità di identificare gli uccelli morti dalle loro piume per capire quali tipi di uccelli impattassero contro gli aerei". Queste informazioni sono state fondamentali per migliorare la sicurezza nella produzione di motori aeronautici, nello sviluppo di baldacchini per caccia militari e nella creazione di piani di gestione delle piste. Le competenze ornitologiche della Laybourne hanno contribuito a risolvere circa 1.000 casi di incidenti aerei legati agli uccelli ogni anno.
Oltre ai suoi datori di lavoro, l'esperienza della Laybourne ha aiutato la Federal Aviation Administration, il Federal Bureau of Investigation, la General Electric, il National Transportation Safety Board, la Pratt and Whitney e la Rolls-Royce.

## Premi e riconoscimenti
Il suo lavoro è stato riconosciuto dall'Air Force Bird Strike Committee nel 1966 con un premio alla carriera.